# Hugo Ritter (Schauspieler)
Franz Karl Hugo Ritter (* 2. Februar 1839 in Dresden; † 27. Juli 1899 in Charlottenburg bei Berlin) war ein deutscher Theaterschauspieler.

## Leben und Wirken
Er war Sohn des Musikdirektors Wilhelm Franz Heinrich Ritter und als Schauspieler u. a. von 1870 bis 1879 am Belle-Alliance-Theater in Berlin tätig. Danach war er als Restaurateur in Charlottenburg tätig und wohnte dort in der Kaiser-Wilhelm-Straße. Er starb im Alter von 60 Jahren im Krankenhaus Charlottenburg.